# Legio XXII Primigenia

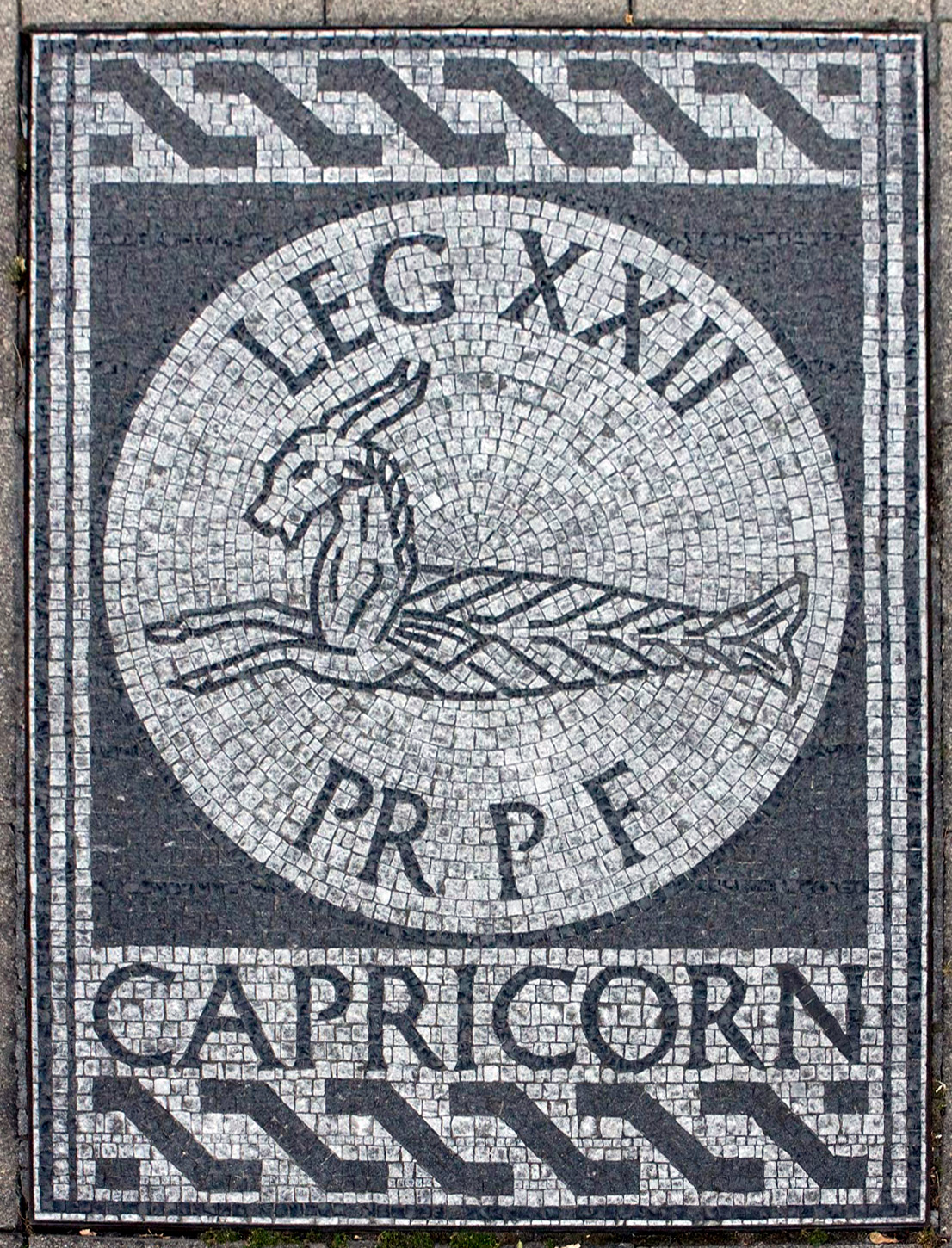
Mosaïque moderne représentant le sigle de la légion XXII et son emblème, le capricorne (Mayence).

La Legio XXII Primigenia (litt : la XXIIe légion initiale ou originelle - « Primigenia » fait référence à la déesse Fortuna primigenia, déesse favorite des empereurs Claude et Caligula) fut une légion créée par l'empereur Caligula vraisemblablement en 39 apr. J.-C. en vue de sa campagne en Germanie. Pendant quelque trente ans elle fut basée à Mogontiacum. Pendant l'Année des quatre empereurs, une unité formée de légionnaires de la XXII Primigenia et de la IIII Macedonia accompagna Vitellius dans sa marche sur Rome ; les cohortes restant sur le Rhin durent se rendre à Caius Julius Civilis pendant la révolte des Bataves de 69-70. Par la suite, Vespasien transféra la légion à Colonia Ulpia Traiana plus bas sur le Rhin où les légionnaires durent rebâtir le camp détruit par les rebelles.
En 83, la légion fut probablement impliquée dans la guerre de Domitien contre les Chattes. Dix ans plus tard, elle devait retourner à Mogontiacum pour remplacer la Legio XXI Rapax annihilée par les Sarmates. Elle y restera jusqu’à la fin du IVe siècle en compagnie de la Legio I Minervia. Sa disparition fait l'objet de débats. Pour certains historiens, elle aurait été annihilée lors de la bataille de Mursa en 351 ; selon d'autres, certaines unités auraient survécu et, intégrées aux milites Armigeri, auraient fait partie de la garnison de Mogontiacum jusqu'au Ve siècle. 
Jusqu'au IIIe siècle, les emblèmes de la légion étaient le demi-dieu Hercule et le capricorne. Après quoi, seul le capricorne fut retenu.

## Histoire de la légion

### Sous les Julio-Claudiens

Carte des peuples germaniques au Ier siècle après J.-C.

La Legio XXII Primigenia, de même que la Legio XV Primigenia, furent créées vraisemblablement en 39 apr. J.-C. par l'empereur Caligula (r. 37-41) en vue de sa campagne en Germanie. Ayant été créées en même temps, on peut se demander pourquoi cette différence dans les numéros d'ordre. Une explication possible est que la Legio XV Primigenia devait appuyer la Legio XIV sur le Rhin supérieur, alors que la Legio XXII devait faire de même pour la Legio XXI Rapax à Xanten sur le Rhin inférieur,. 
Peu après le début de son règne, Caligula entreprit une campagne qui devait, espérait-il, mener à la conquête de la Germanie et de la Bretagne, campagne dont les détails sont mal connus. Les Legio XXII et XV franchirent les Alpes à l'automne 39 en direction du Rhin. Les premiers affrontements eurent lieu contre les Chattes, peuple germanique ayant participé à l'insurrection menée par Arminius, laquelle s'était soldée par la perte des légions romaines de Varus lors de la bataille de Teutobourg en 9 apr. J.-C.. Au cours de sa marche vers l'embouchure du Rhin, Caligula fit fortifier plusieurs camps sur son passage comme Praetorium Agrippinae (aujourd'hui Valkenburg aux Pays-Bas), Flevum (probablement aujourd'hui Velsen aux Pays-Bas) et Fectio (aujourd'hui Vechten aux Pays-Bas). C'est à Lugdunum (aujourd'hui Katwijk aux Pays-Bas), que se situe l'épisode rapporté par Suétone, pendant lequel l'empereur mit ses troupes en position le long de la mer et leur fit ramasser des coquillages dont ils emplirent leurs casques et leurs poches avant de faire ériger une tour en souvenir de sa victoire rappelant le phare d’Alexandrie . Si, selon les sources, les campagnes sur la rive droite du Rhin ne furent guère importantes, les fouilles archéologiques montrent que les combats furent violents et que nombre de légionnaires perdirent la vie au cours des affrontements . Après le retour de l'empereur à Rome, les combats devaient se poursuivre sur le Rhin. Le gouverneur de Germanie inférieure, Aulus Gabinius Secundus parvint à vaincre les Chattes en 41 et à reprendre les aigles des légions tombées aux mains des ennemis lors de la défaite de Teutobourg. Cette capture fut jugée tellement importante pour le moral des troupes que le général fut autorisé à porter le titre de « Gabinus Cauchius » (litt : Gabinus le vainqueur des Chattes). En même temps, un autre général, Servius Sulpicius Galba (le futur empereur) réussissait à vaincre les Chattes qui vivaient près de Mogontiacum dans une campagne datant probablement de 40-41; la Legio XXII Primigenia participa presque certainement à l'une ou l'autre de ces campagnes, possiblement aux deux.

Plan traditionnel d'un camp romain : 1. Prætorium 2. Via prætoria 3. Via principalis 4. Porta principalis (dextra, droite) 5. Porta decumana 6. Porta principalis (senestra, gauche) 7. Porta prætoria.

À partir de 43, la légion sera stationnée à Mogontiacum (aujourd’hui Mayence en Rhénanie-Palatinat) en Germanie supérieure en compagnie de la Legio IIII Macedonica qui arrivait d'Espagne, La Legio XXII étant plus récente que la Legio IIII, elle occupa la partie gauche du camp, alors que la Legio IIII logea à droite. Pour leurs occupations de construction, les deux légions géraient conjointement un centre de production de tuiles et de céramique à Rheinzabern dans le Palatinat.
Au printemps 68, Vindex, sénateur romain originaire d'une puissante famille d'Aquitaine et gouverneur de la Gaule lyonnaise, initia une révolte contre Néron qui allait être à l'origine de la chute de l'empereur, puis de la crise politique qui secoua l'Empire en 69, « Année des quatre empereurs ». Il prit contact avec les gouverneurs des provinces voisines ; seul le gouverneur de Tarraconaise et futur empereur Galba se joignit à la révolte qui se transforma en guerre civile. Sous les ordres de Lucius Verginius Rufus, légat de Germanie supérieure, les légions IV Macedonica, XXII Primigenia, cantonnées à Mogontiacum, et XXI Rapax, cantonnée à Vindonissa, parvinrent à battre Vindex à la bataille de Vesontio (Besançon) en juin 68. Par la suite, Rufus devait refuser par deux fois la pourpre impériale que lui offraient ses soldats, après la mort de Néron en 68 et celle d'Othon en 69 .
Une inscription trouvée à Mayence indique qu'entre 43 et 70, 62 % des légionnaires étaient originaires d'Italie, 33 % des Gaules et 5 % de Norique.

### Pendant l'Année des quatre empereurs et sous la dynastie flavienne
Après cette première révolte et le suicide de Néron le 9 juin 68, plusieurs généraux tenteront de s'emparer du pouvoir. De juin 68 à décembre 69, quatre empereurs se succéderont sur le trône : Servius Sulpicius Galba, gouverneur de l'Hispanie tarraconaise (juin 68-janvier 69), Othon, gouverneur de Lusitanie (janvier-avril 69), Vitellius, commandant des légions de Germanie inférieure (avril-décembre 69) et Vespasien (décembre 69-juin 79), proclamé par les légions d'Orient.
Le Ier janvier 69, les deux légions XXII Primigenia et IV Macedonica se révoltèrent contre l'empereur Galba et acclamèrent leur propre commandant, Vitellius, empereur. Laissant quelques cohortes sur place, la majeure partie de la légion marcha sur Rome. Un premier affrontement avec les troupes d'Othon, qui avait entre-temps succédé à Galba, eut lieu près de Bedriacum (près de l'actuelle Calvatone en Italie) le 14 avril 69. Vainqueur, Vitellius marcha sur Rome avec ses légions où il fut confirmé par le Sénat. Toutefois, en Judée, le général Vespasien qui tentait de mettre fin à la révolte des Juifs, fut également proclamé empereur par les troupes du Danube qui l'accompagnaient. Lors de la seconde bataille de Bedriacum (24 octobre), les troupes de Vitellius furent vaincues définitivement par celles de Vespasien. La Legio XXII Primigenia fut alors envoyée sur le Danube en Pannonie et stationnée au camp de Carnuntum (Petronell-Carnuntum en Basse-Autriche) .
Pendant ce temps, les troupes restées en Germanie inférieure étaient impliquées dans la révolte batave. Profitant du fait que la plupart des légions étaient engagées dans la guerre civile qui faisait rage à Rome, Caius Julius Civilis, prince batave qui avait servi à la tête d'une cohorte romaine pendant vingt-cinq ans (où il avait adopté un nom romain) avait pris la tête d’une rébellion qui regroupait Trévires, Lingons, Cananefates et Bataves. Son premier geste fut d'inciter les Cananefates à attaquer plusieurs fortifications romaines, dont Traiectum (aujourd'hui Utrecht aux Pays-Bas). Marcus Hordeonius Flaccus, commandant des légions du Rhin, tenta de riposter, mais ses troupes furent défaites près d'Arnhem. 
Flaccus ordonna alors aux Legio XV Primigenia et V Alaudae, stationnée à Castra Vetera (aujourd’hui Xanten en Allemagne) de régler le problème. Accompagnées de trois unités auxiliaires et d'un escadron de cavalerie batave commandé par Claudius Labeo, un ennemi déclaré de Civilis, les légions firent face aux Bataves près de l'actuel Nimègue. Le résultat fut désastreux : le régiment batave abandonna ses alliés romains, les légions furent défaites et obligées de se retirer à leur camp de Castra Vetera. En septembre, Civilis entreprit le siège du camp qui abritait 5 000 légionnaires. Bien approvisionné et défendu, le camp maintenant en dur avec tours de garde et double fossé résista. La guerre civile se poursuivant à Rome, Flaccus décida de préparer une contre-offensive pour aller libérer les légions assiégées. Voyant ce qui se préparait, Civilis décida le 1er décembre de lancer une attaque surprise sur les Romains à Krefeld. L’armée romaine fut victorieuse et détruisit la cavalerie batave, mais ses pertes furent énormes.

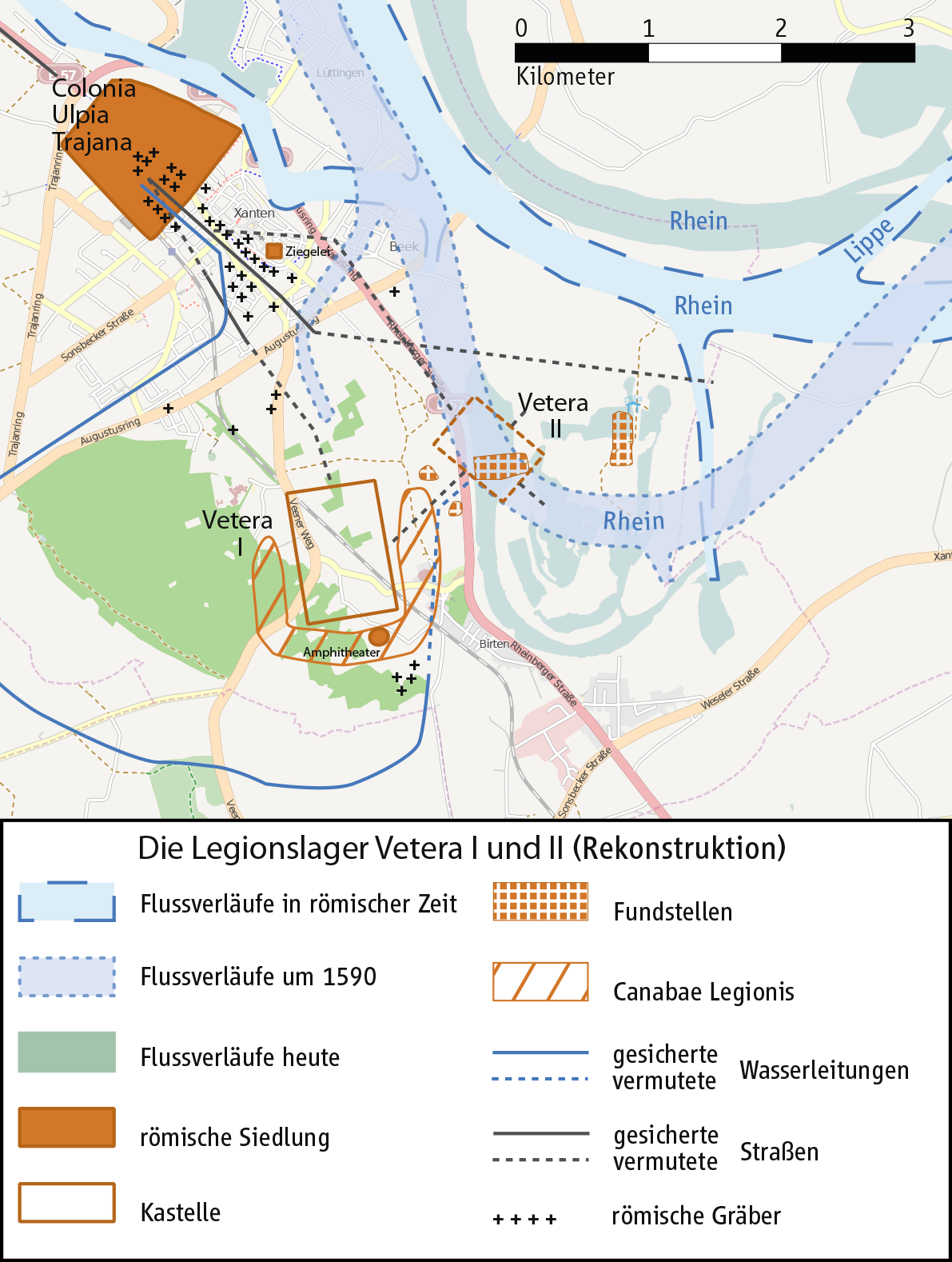
Plan des deux camps de Castra Vetera et de la Colonia Ulpia Trajana.

Sachant que les Romains tenteraient de secourir Castra Vetera, Civilis fit alors mine d'attaquer Mogontiacum, principale forteresse romaine en Germanie supérieure. Pendant ce temps des troupes de secours formées de soldats de la Legio XXII Primigenia, sous le commandement de Gaius Dillius Vocula, étaient dépêchées de Mogontiacum au secours des légions assiégées à Castra Vetera ; elles firent leur jonction à Novaesium (aujourd’hui Neuss en Allemagne) avec la Legio XVI Gallica, mais n'osèrent pas s'aventurer plus avant en territoire ennemi établissant leur campement à Gelduba (aujourd'hui Krefeld-Gellep) . Flaccus se hâta d'aller à l'aide de Mogontiacum où l'on apprit la nouvelle de l'avènement de Vespasien. Conformément à la coutume, Flaccus décida de faire un donativum   aux légionnaires. Mal lui en pris, car ceux-ci fidèles à Vitellius, crurent que Flaccus s'était rangé aux côtés de Vespasien et exécutèrent leur commandant. Son principal lieutenant déserta, laissant l'armée sans chef. Civilis retourna immédiatement à Castra Vetera reprendre le siège. 
Au début 70, la situation était désespérée dans le camp où les légionnaires en étaient réduits à manger chevaux et mules pour survivre. Aussi, le commandant du camp, Munius Lupercus, décida-t-il de se rendre en mars. Civilis promit la vie sauve aux légionnaires à condition qu'ils abandonnent le camp y laissant leurs armes, leur artillerie et leur or aux mains des rebelles. La V Alaudae et la XV Primigenia quittèrent alors le camp, mais huit kilomètres plus loin, tombèrent dans une embuscade tendue par les Germains et furent annihilées. Le commandant et ses principaux officiers furent réduits en esclavage et donnés à la prophétesse Veleda qui avait prédit la victoire des Bataves. Quelques légionnaires réussirent toutefois à s'échapper et à retourner à Vetera, mais ils périrent dans l’incendie qui suivit le sac du camp par les Germains,. La Legio XXII Primigenia fut par la suite envoyée à Castra Vetera remplacer les légions perdues et bâtir une nouvelle forteresse pour remplacer celle détruite par les Bataves ; elle y demeura vingt ans.
En 79, à la mort de Vespasien, Titus accéda au trône. Contre toute attente, son règne fut bref et le 14 septembre 81, Domitien (r. 81-96) fut acclamé empereur par la garde prétorienne. Ce fut le début d'un long règne pendant lequel, faisant preuve d'une politique surtout défensive, Domitien s'employa à développer un vaste réseau de routes, de forts et de tours de guet construits le long du Rhin : le limes Germanicus. S'opposant à la politique de Domitien, le gouverneur de la Germanie supérieure Lucius Antonius Saturninus entra en révolte en 89 avec le soutien de ses deux légions (XXI Rapax et XIV Gemina) et l'appui des Chattes. Cette révolte ne s'étendit pas aux régions avoisinantes, mais fut jugée suffisamment dangereuse pour que l'empereur projette de venir lui-même sur le Rhin à la tête de la garde prétorienne et fasse venir en renfort Trajan alors en Espagne. Toutefois, avant même que l'empereur n'arrive, le gouverneur de Germanie inférieure, Lappius Maximus, et son armée composée des légions I Minervia, VI Victrix, X Gemina et XXII Primigenia avaient mis fin à la rébellion,. Chaque légion qui prit part à cette campagne contre les insurgée se vit décerner en 89 le titre de Pia Fidelis (litt : Loyale et fidèle) ou de Pia Fidelia Domitiana, ce dernier qualificatif devant être abandonné après la chute de Domitien et sa damnatio memoriae,. En 92, la légion retourna à Mayence . Elle devait y rester jusqu'au milieu du IVe siècle, une partie de la légion y demeurant même jusqu'au début du Ve siècle. Parmi ses officiers, elle compta les futurs empereurs Hadrien (97-98), Didius Julianus (170-171) et Laelianus (usurpateur:268-269).
À mesure que se développaient les armées des frontières, on prit l'habitude de détacher certaines unités ou vexillationes pour les utiliser dans les zones turbulentes. Ainsi, des détachements de la XXII Primigenia furent envoyés à Bonn remplacer la Legio I Minervia transférée sur le Danube inférieur pour prendre part aux guerres de Trajan contre les Daces (101-106). 

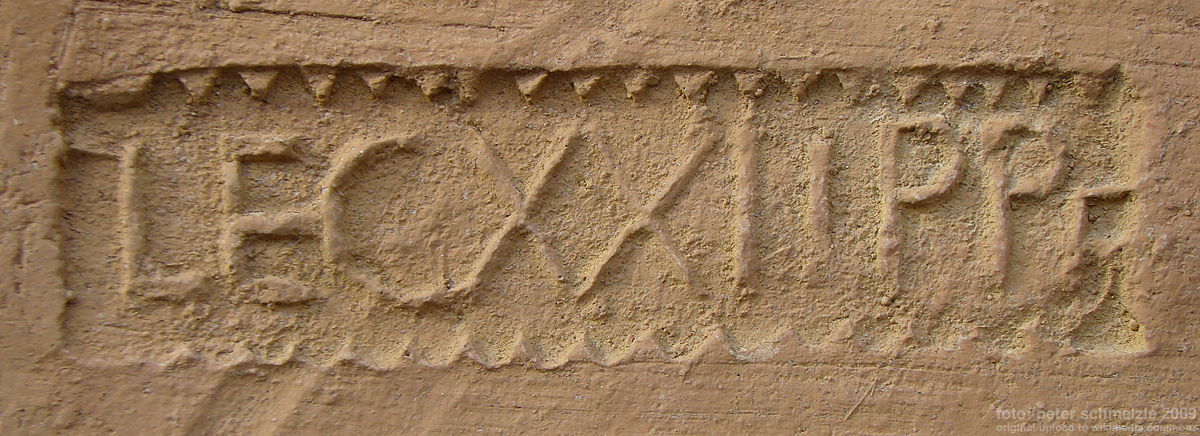
Brique portant le sceau de la Leg(io) XXII P(rimigenia) P(ia) F(idelis) conservée à Jagsthausen.

Cette légion était certainement réputée pour la qualité de ses constructions, car certaines de ses unités seront appelées avec des légionnaires de la Legio VII Gemina et de la Legio VIII Augusta à faire partie du détachement (vexillatio) de quelque 1 000 légionnaires à construire le mur d'Hadrien en Grande-Bretagne (119) et le mur d'Antonin (139-142),. D'autres activités de construction prendront place dans les Ager decumates (litt : champs décumates dans le Bade-Wurtemberg d'aujourd'hui) . À Aquae Mattiacorum (Wiesbaden dans la Hesse), elle construisit les thermes avec des unités de la Legio I Adiutrix, XIIII Gemina et XXI Rapax.
Le rôle principal de la légion demeurait toutefois la surveillance de la frontière du Rhin et du limes germanicus. Certaines de ses unités seront utilisées par Antonin le Pieux pour mettre fin aux troubles ayant surgi en Maurétanie vers 145. D'autres prendront part aux campagnes contre les Parthes de Lucius Aurelius Verus (co-empereur 161-169) et à celles de Marc Aurèle (r. 161-180) contre les Marcomans.

### Pendant la deuxième Année des quatre empereurs et sous les Sévères

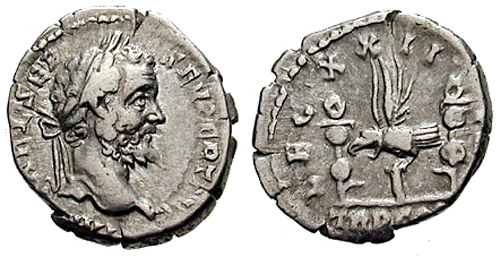
Monnaie frappée pour Septime Sévère en 193 pour célébrer le soutien que lui apportait la XXIIe Légion.

L'année 193 fut marquée par la succession de quatre empereurs. Après la mort de Commode (r.180-192), Pertinax fut choisi par le sénat romain et proclamé empereur le 1er janvier 193 ; assassiné par des prétoriens en avril, il fut remplacé par Didius Julianus qui fut rejeté tant par le Sénat que par les armées de province, lesquelles proclamèrent empereur Septime Sévère en Pannonie, Pescennius Niger en Syrie, et Clodius Albinus en Bretagne. Comme les autres légions du Rhin, la XXII Primigenia ne prit pas part à la guerre civile qui suivit l'assassinat de Pertinax, pas plus qu'elle ne suivit Lucius Septimius Severius lorsqu'il marcha sur Rome en 193, combattit son rival Pescennius Niger en 194 ou marcha contre les Parthes. Toutefois, lorsque Clodius Albinus, gouverneur de la province de Bretagne (aujourd'hui Grande-Bretagne), également proclamé empereur par ses troupes, débarqua avec celles-ci en Gaule et marcha sur Rome en 197, l'armée du Rhin se trouva attaquée et la XXII Primigenia défendit Trèves. Elle joua probablement un rôle dans la bataille de Lyon, capitale des trois provinces de Gaule, au cours de laquelle Septime Sévère vaincra son adversaire et établira définitivement son pouvoir,. À la suite de cette bataille, Sévère remplaça la XIIIe cohorte urbaine qui assurait la défense de la ville par des détachements prélevées sur les quatre légions du Rhin : XXX Ulpia Victrix, I Minervia, VIII Augusta et XXII Primigenia.
Dès l'année suivante (197-198) toutefois, Septime Sévère dut quitter Rome, les Parthes menaçant à nouveau l'empire. Claudius Gallus, alors praepositus vexillationum, conduisit une unité composée de ces quatre mêmes légions dans cette campagne qui permit aux Romains d'enlever la Mésopotamie et Ctésiphon, la capitale parthe en octobre 197 ,. Il est vraisemblable que la légion ou certains détachements aient accompagné Septime Sévère dans la campagne qu'il mena en 208 en Bretagne où les Calédoniens multipliaient leurs attaques contre les deux provinces britanniques ,. Les services rendus à cet empereur leur vaudra à la légion d'obtenir au début du IIIe siècle le cognomen de Pia Fidelis Severiana.
Les quatre légions du Rhin fournirent à nouveau des unités en 207-208 pour un détachement sous les ordres de Caius Julius Septimius Castinus, légat de la Legio I Minervia qui partit combattre des rebelles d'abord en Gaule, puis en Hispanie.

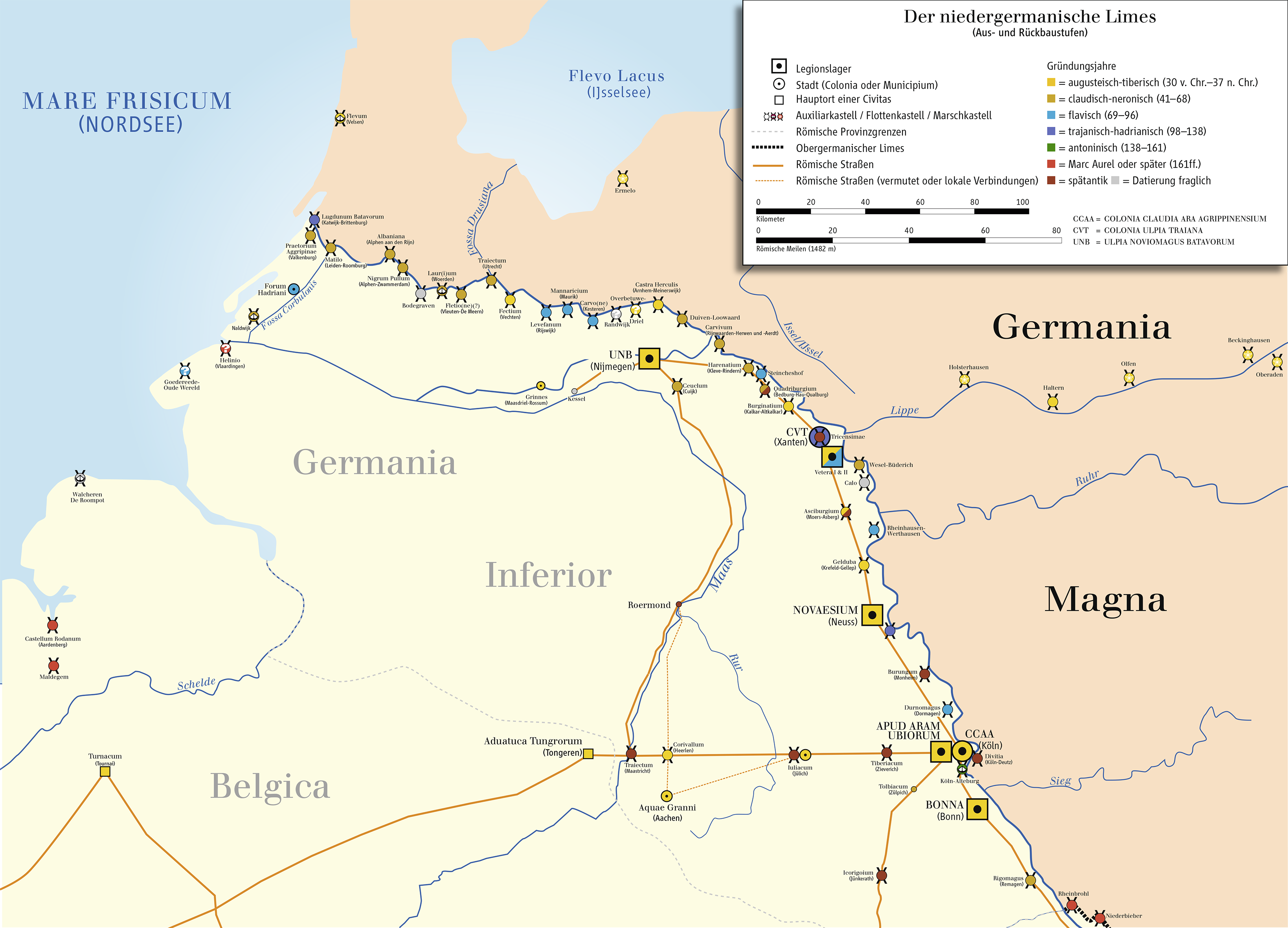
Limes de Germanie et position des camps romains.

Cette période fut aussi une période d'intense activité dans la construction du limes de Germanie supérieure et de nombreux poinçons sur briques attestent la participation de la Legio XXII Primigenia par exemple à Tabernae (Nied bei Höchst et Rheinzabern). Vers 200, la légion utilisa des carrières de pierre à Brunhildisstuhl et Kriemhildenstuhl près de Bad Dürkheim (Rhénanie-Palatinat) où l'on a trouvé de nombreuses inscriptions et emblèmes de la légion.
Sous Caracalla (r. 211-217), la légion joua un rôle particulièrement important dans la campagne entreprise en 213 contre les Alamans en compagnie des légions VIII Augusta de Strasbourg et III Italica de Regensburg, reconstruisant le pont de Mayence pour permettre la traversée du fleuve.  Elle recevra en récompense le cognomen de Pia Fidelis Antoniniana,. 
Vingt ans plus tard, sous le règne de Sévère Alexandre (r. 222-235), la légion prit part à la campagne contre les Sassanides de 232 pour laquelle elle obtiendra le nom de Legio XXII Primigenia Alexandriana Pia Fidelis. Cette campagne fut un demi-échec et en 233, l'empereur ordonna la retraite, ce que l'armée eut de la difficulté à accepter. En effet, l'empereur avait dégarni le limes pour engager des troupes en Orient, vide dont profitèrent les Germains. De retour l'année suivante, Sévère Alexandre vint lui-même sur le Rhin, mais arrivé au Vicus Britannicus (Berzenheim, près de Mayence), il préféra entrer en pourparlers avec les envahisseurs alors que les troupes voulaient en découdre. C'est alors que des légionnaires conduits par l'un des leurs à la force exceptionnelle, Maximin Ier le Thrace (r. 235-238), entrèrent dans la tente de l'empereur et l'assassinèrent ainsi que sa mère, Julia Mamaea, le 18 mars 235 .

### Pendant l'Anarchie militaire et l'Antiquité tardive
En 247-248 la légion, sous la conduite du futur empereur Philippe l'Arabe (r. 244-249) et du sénateur et futur empereur Dèce (r. 249-251), la légion participera à la campagne contre les Carpes (peuple faisant partie des Dace et habitant l’actuelle Moldavie). Elle édifiera entre autres la muraille entourant Romula (aujourd’hui Dobrosloveni). Diverses inscriptions attestent également de sa présence à Ulipia Traiana Sarmizegetusa et Dierna.
Au cours de la guerre que mena Gallien (co-empereur 253 ; r. 260-268)  contre l'usurpateur Postume, proclamé « empereur des Gaules », la légion se vit attribuer le cognomen Pia VI Fidelis VI (six fois loyale, six fois fidèle) et Pia VII Fidelis VII. On sait qu'elle avait reçu cette distinction à la fois sous Caracalla et sous Septime Sévère, mais on ignore à quelles occasions elle avait reçu les mentions intérimaires .
Un détachement de la légion fut vraisemblablement utilisé de 285 à 290 pour la campagne de l'empereur Maximien Hercule (r. 286-305) à la fois contre les Bagaudes en Gaule et contre le général Carausius, qui, nommé pour contrôler les rivages de la Manche, se rebella en 286, causant la sécession de la Bretagne et du Nord-Ouest de la Gaule,.
Vers 300, la légion fut à nouveau répartie entre son quartier général de Mogontiacum et les campements de Worms, Speyer et Bingen. 
Sous Constantin Ier (r. 306-337), la frontière du Rhin fut à nouveau renforcée. Outre la construction du Castellum Mattiacorum (Mainz-Kastel), la légion participa aussi à celle des thermes d'Aquae Mattiacorum (Wiesbaden). Des inscriptions de l'époque attestent du cognomen Constantiana Victrix (litt : victorieuse de Constantin). 
Sur la rive droite du Rhin, le Castrum Divitium (ou Divitensium) (Kastell Deutz) fut également construit par la Legio XXII comme tête de pont pour la protection de la frontière ,. Dès que celui-ci fut terminé, la légion, en 308, commença la construction du pont romain qui devait être terminé vers 315.
Selon certains historiens, la Legio XXII Primigenia fut annihilée en 351 lors de la bataille de Mursa (aujourd'hui Osijek en Croatie) entre l'armée romaine dirigée par l'empereur Constance II, et l'usurpateur Magnence, à la tête d'unités romaines et de forts contingents barbares, car on ne trouve plus trace de la légion après cette période. Il n'est pas impossible toutefois que diverses unités aient survécu et soient retournées à Mogontiacum où elles furent intégrées aux milites Armigeri  sous les ordres du Dux Mogontiacensis, où elles constituèrent jusqu'au Ve siècle la garnison de la forteresse . La forteresse devait être prise en 368 par le roi alaman Rando alors que se célébrait une fête chrétienne (probablement la Pâques ou la Pentecôte). En l'absence de l'empereur Valentinien qui, avec ses troupes, s'était installé à Trèves, il put se livrer au pillage des habitants et des foyers au pillage de la ville .